# Barbara May
Barbara May, conosciuta anche come Babsi May o Babsy May (Vienna, 28 aprile 1961), è un'attrice austriaca, attiva principalmente negli anni ottanta e novanta.
Ha recitato, tra l'altro, in fiction televisive italiane quali Mino - Il piccolo alpino,  Il generale  e Dalla notte all'alba.
È la moglie dell'attore tedesco Wolf Roth.

## Biografia
Barbara May nasce a Vienna il 28 aprile 1961.
Viene scoperta a 17 anni, quando viene eletta "ragazza dell'anno" dalla rivista tedesca BRAVO. Nello stesso anno fa il proprio debutto nel mondo del cinema, recitando nel film, diretto da Hubert Frank e Klaus Überall, Disco-Fieber, che uscirà nelle sale l'anno seguente.
Nel 1983 conosce l'attore Wolf Roth, che l'anno seguente, con una cerimonia celebrata a Los Angeles, diventa suo marito.
Nel 1986 recita nella miniserie televisiva italiana, diretta da Gianfranco Albano e tratta da un romanzo di Salvator Gotta, Mino - Il piccolo alpino, dove interpreta il ruolo di Freda Stolz, la "zia" del protagonista.
Il 1992 la vede tra gli interpreti di un'altra fiction televisiva italiana, Dalla notte all'alba, miniserie diretta da Cinzia TH Torrini, dove recita al fianco di Remo Girone nel ruolo di Teresa.
Nell'ottobre 2000 apre nella sua città natale la "1st Film Academy for Kids", una scuola di recitazione per ragazzi.

## Filmografia

### Cinema
- Disco-Fieber, regia di Hubert Frank e Klaus Überall (1979)
- Zärtlich, aber frech wie Oskar, regia di Franz Josef Gottlieb (1980)
- Ein Kaktus ist kein Lutschbonbon, regia di Rolf Olsen (1981)
- Das Mädchen mit den Feuerzeugen, regia di Ralf Huettner (1987)
- Der Fluch, regia di Ralf Huettner (1988)
- Otto - Der Außerfriesische, regia di Marijan David Vajda e Otto Waalkes (1989)

### Televisione
- Mino - Il piccolo alpino (Mino - Ein Junge zwischen den Fronten) – miniserie TV, episodi 1-4 (1986)
- Il generale – miniserie TV (1987)
- Dalla notte all'alba – miniserie TV (1992)
- Andere Umstände, regia di Bettina Woernle – film TV (1992)
- Liebe ist Privatsache – serie TV, 1 episodio (1993)
- Heimatgeschichten – serie TV, 1 episodio (1995)
- Der Bulle von Tölz – serie TV, episodio 1x20 (1999)